# 安蒂·拉克索宁
安蒂·拉克索宁（芬蘭語：Antti Laaksonen，1973年10月3日—），芬兰男子冰球运动员。他曾代表芬兰参加2006年冬季奥林匹克运动会冰球比赛，获得一枚银牌。他也获得2001年世界男子冰球锦标赛亚军。